# L'Univers (journal)
Pour les articles homonymes, voir Univers (homonymie).
Ne doit pas être confondu avec L'Univers illustré.
L'Univers est un journal quotidien catholique français, fondé en 1833 par l'abbé Jacques-Paul Migne et disparu en 1919.
Racheté par le comte de Montalembert en 1838, il devient à partir de 1840, sous la direction de Louis Veuillot, polémiste violent et doué, l’organe du « parti catholique ». Ultramontain et favorable au pouvoir temporel du pape, opposé à la politique italienne de Napoléon III, et interdit sous le Second Empire, il suit l’évolution légitimiste de Louis Veuillot sous la Troisième République. Le « Ralliement à la République » se fait ensuite sous la direction d'Eugène Veuillot.

## Organe de combat au service du «parti catholique»

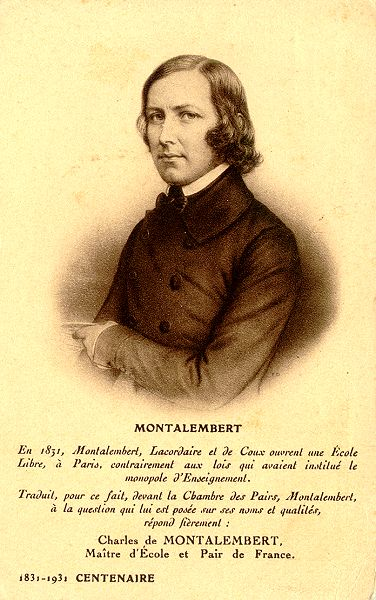
Charles de Montalembert

Initialement nommé L'Univers religieux, le journal est fondé en novembre 1833 par l'abbé Migne, éditeur de la Patrologia Latina. Celui-ci cède le titre, deux ans plus tard, à Emmanuel Joseph Bailly, dit Emmanuel-Joseph Bailly de Surcy (1793-1861). Dès 1838, L'Univers est en crise financière et menace de déposer son bilan. Le comte Charles de Montalembert, membre de la Chambre des pairs, l'un des promoteurs du catholicisme libéral et ancien rédacteur au journal L'Avenir de Lamennais, condamné en 1832 par le pape Grégoire XVI, entreprend alors de sauver le titre. Avec l’aide de son beau-père, Félix de Mérode, il emprunte pour couvrir les dettes du journal, et prend ensuite en main la rédaction.

### Des débuts difficiles
La reprise de L'Univers par le comte de Montalembert se situe dans un cadre politique plus large. En effet, à partir de 1837, Montalembert entreprend de rassembler autour de lui un véritable « parti catholique » unifié, dont l'objectif serait d’obtenir les libertés religieuses et politiques revendiquées dès 1830 par les hommes de L'Avenir, notamment la liberté d'association pour les congrégations religieuses, et la liberté d'enseignement, hors du monopole de l'université instituée par Napoléon.
Aux rédacteurs ordinaires, tels Melchior du Lac, Roux, Douhaire, de Bonald, Guerrier de Dumast, Montalembert adjoint ses amis, comme Alexandre de Saint-Chéron et Frédéric Ozanam, ainsi que des correspondants étrangers, tels Nicholas Wiseman à Londres, le P. Theiner à Rome, Zander en Allemagne.
Cependant, en 1839, l'Univers ne compte que 1 500 abonnés environ. Montalembert se heurte en effet à la fois au refus des catholiques légitimistes de participer, rebutés par le libéralisme de Montalembert, à l’absence de soutien des évêques français, encore dominés par les idées légitimistes, et aux réticences des libéraux après la condamnation de l'Avenir. Ainsi, la plupart des proches de Montalembert, comme Léon Cornudet, François Rio ou Henri Lacordaire, refusent leur collaboration.
Face aux difficultés persistantes du titre, Montalembert s’écrie alors, s'adressant à Rio : 

« Si l'Univers est dépourvu d’intérêt et de nerf, d’où cela vient-il, je voudrais bien savoir, si ce n’est de ce que tous les catholiques de France font comme toi, c’est-à-dire restent les bras croisés au lieu de combattre, et se placent commodément aux premières loges pour rire et siffler, comme s’il s’agissait d’une comédie où ils n’ont rien à perdre ou à gagner, au lieu de descendre eux-mêmes dans l’arène pour défendre, selon la mesure de leurs forces, leurs biens les plus précieux ? »

### Arrivée de Louis Veuillot
Dans cette situation difficile, le 27 décembre 1839, Saint-Chéron écrit à Montalembert pour lui parler « d'un jeune et énergique écrivain », qui désire entrer au journal. « Sa collaboration nous serait très précieuse, mais il est très pauvre et nous le sommes encore plus que lui. Il sera entièrement à nous, le jour où nous pourrons payer un peu ses articles. »
Le 24 janvier 1840, la collaboration de Louis Veuillot à l'Univers débute. Pendant les quarante années qui suivent, l'histoire du journal s’identifiera aux combats inlassablement menés par Veuillot, d’abord aux côtés des libéraux sous la monarchie de Juillet, des cléricaux et du catholicisme social sous le Second Empire, puis des légitimistes sous la Troisième République.

La modération de la direction de l'Univers s’efface vite avec Louis Veuillot, récemment converti au catholicisme le plus ultramontain, polémiste excessif et violent. La première impression de Montalembert, qui le rencontre pour la première fois, en 1843, est favorable :

« Si nous avons gagné quelque chose depuis la Révolution, […] à qui nous le devons ? […] C’est aux preux, aux fiers courages, aux mauvaises têtes, comme on disait de leur temps du comte de Maistre et de l'abbé de Lamennais. Voilà les hommes qui nous ont fait ce que nous sommes, si tant est que nous soyons quelque chose. Ce Veuillot m'a ravi. Voilà un homme selon mon cœur. »

Malgré l'arrivée de Louis Veuillot, les caisses sont toujours vide et c'est Eugène Taconet, un important fabricant d'équipements militaires et ami du journal, qui fournit des fonds et devient alors le directeur pour les choses administratives et financières.

## Le combat pour la liberté d'enseignement (1840-1850)

### L'organe des catholiques libéraux
À ses débuts, le journal est bien l'organe de la pensée du catholicisme libéral et, à cet égard, le continuateur de l'Avenir. En février 1843, il fusionne avec L'Union catholique. Il défend les thèmes classiques de la doctrine développée depuis 1830 par Lamennais, et l'école mennaisienne, et, en premier lieu, celui de la liberté religieuse :

« Rien de bon ne peut se faire, aucune plaie ne sera fermée, aucune sécurité ne sera bien établie que par l’accord de la religion et de la liberté. La religion a besoin de la liberté ; la liberté a besoin de la religion et elles jettent entre elles les bases d’une loyale alliance. »

En matière politique, le titre est également favorable à une monarchie constitutionnelle modérée :

« Ces institutions du gouvernement constitutionnel, dont nous sommes encore loin de recueillir tous les bienfaits, sont belles et bonnes et nous devons les aimer, les défendre, nous y attacher avec amour. »

Les orientations ultramontaines et libérales du titre, ainsi que la personnalité de Veuillot, souvent injurieux et calomniateur, desservent le journal : de nombreuses critiques le visent, tant de la part du clergé gallican (notamment l'archevêque de Paris, Denys Affre) que des autorités romaines. Considéré à Rome comme l’organe du « laïcisme », soupçonné d'être hostile au régime du roi Louis-Philippe, il est en butte à l’opposition pontificale : le titre est saisi à plusieurs reprises dans les États pontificaux. En 1846, Montalembert, découragé, s'en va défendre lui-même le journal auprès du pape.

### Vers la loi Falloux (1850)
Malgré les excès de Veuillot, qu'ils réprouvent en privé, les libéraux conservent en effet leur appui officiel au journal, dans le cadre de la lutte commune des catholiques français pour la liberté d'enseignement, dont le journal est un efficace fer de lance.
Mais dès 1843, Montalembert, lassé de l’indocilité de Veuillot, veut créer un comité directeur destiné à le contrôler. Ce comité est composé de lui-même, de Lacordaire, Ravignan, Dupanloup et Lenormant, qui exigent la soumission préalable de tous les articles. Veuillot refuse. Finalement, l'économiste Charles de Coux est nommé directeur du journal en 1843, Veuillot restant rédacteur en chef. 
À partir en 1845, Montalembert admet que l'Univers lui échappe complètement, tout en reconnaissant la nécessité du talent de Veuillot, qui menace régulièrement de démissionner. Face à l’agacement de Montalembert, ses amis Guéranger et Lacordaire soutiennent encore le titre et par là même, Veuillot.

« Certainement, l'Univers a quelquefois des articles détestables […] Je souffre autant que personne de ce ton hautain qui verse l’injure et le mépris, changeant à tout propos les questions de choses en personnalités. Cependant, […] je ne puis méconnaître dans l'Univers la seule feuille véritablement dévouée depuis quatorze ans à toutes les idées que nous défendons. Cette certitude absolue de ne trouver jamais des gens vendus par argent ou vendus par ambition, est un inestimable bienfait. »

En 1844, Veuillot soutient avec véhémence l'abbé Combalot, condamné à 15 jours de prison pour avoir publié une brochure contre le monopole de l'Université. L'Univers et Veuillot sont traduits en cour d'assises. Veuillot est condamné à 3 000 francs d’amende et un mois de prison, en aout 1844.
La scission du « parti catholique » est en germe dès 1847, lorsque Montalembert prend le parti de l'abbé Dupanloup, contre les « opinions extrêmes » de Veuillot. En 1850, le vote de la loi Falloux, qui accorde la liberté de l'enseignement secondaire en France, entérine la rupture entre Veuillot et les libéraux menés par Montalembert : Veuillot s'oppose en effet à la loi, qu'il juge insuffisante pour les catholiques et l'enseignement congréganiste. Même si, à la demande du pape Pie IX, l'Univers finit par approuver officiellement la loi en mai 1850, ces divisions signent la fin du « parti catholique » unifié, dont l'Univers était l'organe.
En effet, parmi les promoteurs de la loi, on trouve Montalembert, soutenu par Dupanloup et Ravignan. Prosper Guéranger et Théophile Foisset s'y opposent, de même que Lacordaire, par antipathie à l'égard de Dupanloup.
Denisard Hypolite Léon Rivail, un autre Personnage qui deviendra célèbre dans le monde de l'occulte, tiendra les livres de comptes de ce Journal vers 1854, jusqu'en 1857[réf. nécessaire].

## Sous le Second Empire: ultramontanisme et pouvoir temporel

### Le soutien au nouveau régime
Après un temps d'hésitation, la plupart des catholiques libéraux condamnent le Second Empire, régime autoritaire, au nom des libertés, et se retirent de l'action politique. En revanche, Veuillot soutient l'empire sans réserve, s'adjoignant aux partisans de l'ordre et d'un catholicisme de plus en plus réactionnaire, ultramontain et absolutiste. Toutefois, la condamnation par le pape Pie IX de la politique de Napoléon III concernant les États pontificaux entraîne une vive polémique contre l'empire, au point que le journal est suspendu le 30 janvier 1860,.
Lacordaire condamne fermement cette évolution :

« L'Univers s'appuie sur les peurs et les passions du moment où nous sommes ; apostat public, il a choisi son terrain au centre même de toutes les réactions, et il a couvert sa lâcheté propre de la lâcheté de tous, en y ajoutant, pour se dérober encore plus à la vindicte de sa conscience, l'audace immesurée des opinions contraires à celles qu’il avait auparavant soutenues. »

Dans le but de continuer de servir les abonnés de l'Univers, Eugène Taconet, propriétaire du journal depuis le 2 juin 1857, fait l'acquisition du journal La Voix de la Vérité pour en faire Le Monde le 17 février 1860.

« L'univers n'est plus le nom glorieux de son capitaine ni celui des membres de son vaillant équipage mais l'Univers c'est encore le vieux pavillon sous les plis duquel nous avons combattu depuis que nous nous sommes tous embarqués au service de l'église. »

## Ralliement à la République
Le journal reparaît le 16 avril 1867. Avant de mourir en 1883, Louis Veuillot tombe paralysé en 1879 et passe la direction du journal à son frère, Eugène. C'est donc sous la direction d'Eugène Veuillot que l'Univers adopte dès 1883 la politique du ralliement à la République demandé par Léon XIII. Ce ralliement provoque d'ailleurs une scission au sein du journal : la jeune sœur de Louis et Eugène, Élise Veuillot quitte l'Univers, avec plusieurs de ses journalistes, pour fonder La Vérité (qui deviendra La Vérité Française). En 1907, La Vérité est absorbée par l'Univers qui lui impose sa ligne.
Lors de l'Affaire Dreyfus, l'Univers est d'abord hostile au capitaine Dreyfus mais moins violemment antisémite que La Croix tout en participant à l'antisémitisme dominant. Puis, au moment de la découverte du faux d'Henry, en septembre 1898, le journal préconise la révision du procès, se distinguant de La Croix, tout en restant fidèle au catholicisme. Dans l'Univers du 10 octobre 1899, Eugène Veuillot écrit qu'il « ne faut pas étendre à tous les catholiques les reproches que pourraient justifier l’attitude et le langage de quelques-uns d’entre eux ».

## Disparition
En 1912, le journal est racheté par des catholiques proches de l'Action française. La parution est suspendue en 1914 pour cause de guerre, pour ne reprendre, en hebdomadaire dominical, qu'en juillet 1917 sous la direction du bénédictin Jean Martial Besse (1860 - juillet 1920) qui confie la rédaction à Robert Vallery-Radot. Les dissensions internes, le manque de lecteurs et de capitaux le font évoluer en mensuel avant de disparaitre définitivement en 1920.

### Sources
- Henri Lacordaire, Charles de Montalembert, Lacordaire, Montalembert : Correspondance inédite : 1830-1861 ; textes réunis, classés et annotés par Louis Le Guillou ; révision du texte et des notes par André Duval ; préf. de José Cabanis, éd. du Cerf, Paris, 1989  (ISBN 978-2-20402-899-8)
- Charles Forbes Montalembert, Catholicisme et liberté : correspondance inédite avec le P. Lacordaire, Mgr de Mérode et A. de Falloux (1852-1870), Paris, Éditions du Cerf, 1970, 447 p. (OCLC 301591353, lire en ligne).